# Viodos-Abense-de-Bas
Viodos-Abense-de-Bas település Franciaországban, Pyrénées-Atlantiques megyében. Lakosainak száma 748 fő (2022. január 1.). Viodos-Abense-de-Bas Ainharp, Arrast-Larrebieu, Berrogain-Laruns, Chéraute, Espès-Undurein, Mauléon-Licharre és Moncayolle-Larrory-Mendibieu községekkel határos.

## Népesség
A település népessége az elmúlt években az alábbi módon változott:
| Lakosok száma | 748  | 737  | 726  | 743  | 712  | 720  | 728  | 736  | 748  | 748  |
|               | 2013 | 2014 | 2015 | 2016 | 2017 | 2018 | 2019 | 2020 | 2021 | 2022 |